# 제프리 튜
제프리 제임스 밀턴 튜(영어: Jeffrey James Milton Thue, 1969년 1월 25일~)는 캐나다의 전직 레슬링 선수이다. 1998년 하계 올림픽 남자 자유형 슈퍼헤비급에서 은메달을 획득했고 세계 선수권 대회에서 동메달 1개를 획득했다.